# Čuguš
Il Čuguš (in russo Чугуш?) è un picco montuoso nella parte occidentale del Gran Caucaso, alla sorgente del fiume Belaja, con i suoi 3237 m  è il punto più alto della Repubblica di Adighezia. È circondato dagli affluenti della riva destra del fiume Belaja: Berezovaja, Čessu e Kiša, che hanno origine da questo massiccio.
La montagna è composta da gneiss, scisti cristallini e graniti. Sui pendii si trovano boschi di abete rosso, più in alto vi sono prati subalpini.
Sulla cima del Čuguš sono state tracciate vie di arrampicata di grado di difficoltà 2-a, 2-b.